# Torymus recemareae
Torymus recemareae is een vliesvleugelig insect uit de familie Torymidae. De wetenschappelijke naam is voor het eerst geldig gepubliceerd in 1881 door Ashmead.